# Ableton Live
Ableton Live, prodotto dalla società tedesca Ableton, è un programma di produzione musicale affermatosi ormai da diversi anni sulla scena come uno dei più versatili tra quelli proposti sul mercato. Le sue peculiarità  d'uso lo hanno reso per molti, soprattutto nell'ambiente della musica elettronica, preferibile ad altri sequencer "storici" ma pensati per un utilizzo diverso e sotto certi punti di vista più laboriosi.
Come il nome stesso lascia capire, Live è pensato con due finestre parallele tanto per la composizione in studio quanto per l'esecuzione di performance live: è sufficientemente versatile per consentire la creazione di "metodi d'utilizzo" diversi, a seconda che si usi con fonti in ingresso, controller midi, effetti esterni, mixer o quant'altro.
I più noti dj che fanno uso di Ableton Live sono Armin van Buuren, David Guetta, The Chainsmokers, deadmau5, Giorgio Moroder, Skrillex,  Dada Life, Paul Kalkbrenner, Tiësto, Hardwell, Headhunterz, Daft Punk, i Booka Shade, Liam Howlett dei The Prodigy, Madeon, TheFatRat, KSHMR.

## Storia
La prima edizione commerciale di Live vede la luce il 30 ottobre 2001, scritta in C++.
Dalla release 8.1.3 è selezionabile la lingua italiana.

### Versione
Di Ableton Live è attualmente disponibile la versione Live 12 in tre edizioni: Intro, Standard e Suite.

## Caratteristiche tecniche
- Registrazione multitraccia fino a 32-bit/64-bit/192 kHz
- Editing non distruttivo con annullamenti illimitati
- Possibilità di automatizzare ogni singolo pulsante o manopola dell'interfaccia, assegnarlo a un controller MIDI o a una scorciatoia della tastiera
- Warping avanzato e time-stretching in tempo reale (Beats, Tones, Texture, Re-Pitch, Complex, Complex Pro)
- Congelamento delle tracce per risparmio della CPU
- Supporta i formati AIFF, WAV, MP3, Ogg Vorbis e FLAC
- Supporto ReWire completo

## Dotazione
Live include diversi strumenti ed effetti progettati su misura.
Sono altresì supportati VST e Audio Unit, plugins rilasciati da terzi che rendono così il programma enormemente versatile.

### Strumenti
- Analog è un sintetizzatore virtual analog dotato di due oscillatori e due sub-oscillatori di cui è possibile selezionare la forma d'onda, ADSR ed altri parametri, oltre che di due LFO, due filtri e diverse possibilità di routing
- Simpler è un campionatore elementare, in grado di lavorare con un campione audio e processarlo (modifica ADSR, LFO, filtri, regolazione velocity, pan, transpose, detune). Viene inoltre visualizzata la forma d'onda del campione per facilitare le operazioni.
- Sampler è un campionatore più complesso in grado di lavorare con diversi campioni contemporaneamente e di supportare librerie esterne.
- Impulse è un modulo pensato per campioni di percussioni: ne carica otto e di ognuno può modificare diversi parametri
- Operator è un sintetizzatore FM dotato di quattro oscillatori con forma d'onda personalizzabile di cui è possibile modificare ADSR, pitch, feedback ed altri parametri. Esso è anche fornito di un LFO e di un filtro multimodo con overdrive.
- Electric è un sintetizzatore a modellazione fisica, che ricrea nelle sue componenti il suono di pianoforte elettrico, di cui si può scegliere il modello fisico (Rhodes o Wurlitzer), ed è possibile personalizzare le caratteristiche armoniche del transiente iniziale e quelle del corpo del suono
- Tension un sintetizzatore a modellazione fisica, utile per sintetizzare suoni di strumenti a corda, sia strofinati che pizzicati, incluso di numerose funzioni e parametri per la modellazione della corda e della cassa di risonanza virtuale fin nei minimi dettagli.
- Collision è un sintetizzatore a modelli fisici, specializzato nella sintesi di strumenti a percussione, come xilofoni, vibrafoni e timpani. É composto da due sintetizzatori identici tra loro che lavorano in parallelo. In essi si può scegliere e regolare nei suoi parametri il corpo risonante virtuale (membrana, piastra di metallo, corda, tubo aperto-chiuso, listello di legno, di metallo, ecc...) come anche le caratteristiche del corpo battente (durezza, materiale, metodo d'uso ecc..), oltre che il contenuto armonico e la lunghezza di decadimento del suono.
- Drum Rack è un sampler per suoni percussivi. Le note MIDI "triggerano" Simpler individuali, così, anziché suonare un sample a varie altezze, suonano diversi sample alla stessa altezza predefinita, impostazione preferibile per il drum programming. Qualsiasi suono può essere inserito in una Drum Rack, anche una clip.
- Wavetable, introdotto nella versione 10, è un sintetizzatore wavetable dotato di due oscillatori con forme d'onda selezionabili tra quelle incluse nel software, oppure importabili dall'utente (dalla versione 10.1), alterabili tramite appositi parametri (FM, wavefolding, hard sync, PWM, ecc...). ADSR e LFO modificabili ed assegnabili a piacimento a qualunque parametro, due filtri multimodo funzionanti in serie, in parallelo o indipendenti rispettivamente per ciascun oscillatore, unisono stereo, ed infine una tabella matrix per l'assegnazione e lo smistamento libero e flessibile delle varie modulazioni.

### Effetti
Molti degli effetti di Live sono comuni nel mondo del digital signal processing, adattato per conformarsi all'interfaccia di Live. Sono impostati per soddisfare l'ampio target d'utenza di Live - musicisti elettronici e DJ - ma possono essere usati anche per altri scopi, come il recording, per esempio per processare il segnale di una chitarra. Gli effetti in Live sono divisi in due categorie: MIDI e Audio. Può anche ospitare plug-ins VST e, nella versione Mac OS X, Audio-Units.

#### Effetti Midi
- Arpeggiator
- Chord
- Note Length
- Pitch
- Random
- Scale
- Velocity

#### Effetti Audio
- Amp
- Auto Filter
- Auto Pan
- Beat Repeat
- Cabinet
- Channel EQ
- Chorus
- Compressor
- Corpus
- Delay
- Drum Buss
- Dynamic Tube
- Echo
- EQ Eight
- EQ Three
- Erosion
- External Audio Effect
- Filter Delay
- Flanger
- Frequency Shifter
- Gate
- Glue Compressor
- Grain Delay
- Limiter
- Looper
- Multiband Dynamics
- Overdrive
- Pedal
- Phaser
- Redux
- Resonators
- Reverb
- Saturator
- Spectrum
- Tuner
- Utility
- Vinyl Distortion
- Vocoder